# I liga peruwiańska w piłce nożnej (2006)
Peru 2006
Mistrzem Peru został klub Alianza Lima, natomiast wicemistrzem Peru – klub Cienciano Cuzco.
Do Copa Libertadores w roku 2007 zakwalifikowały następujące kluby:
- Alianza Lima (zwycięzca turnieju Apertura)
- Cienciano Cuzco (zwycięzca turnieju Clausura)
- Club Sporting Cristal (najlepszy w tabeli sumarycznej)

Do Copa Sudamericana w roku 2007 zakwalifikowały się następujące kluby:
- Coronel Bolognesi Tacna (4. miejsce w tabeli sumarycznej)
- Universitario Lima (5. miejsce w tabeli sumarycznej)

Kluby, które spadły do II ligi:
- José Gálvez Chimbote (11. miejsce w tabeli sumarycznej)
- Unión Huaral (12. miejsce w tabeli sumarycznej)

Na miejsce spadkowiczów awansowały następujące kluby:
- Municipal Lima (mistrz II ligi)
- Total Clean Arequipa (zwycięzca Copa Peru)

## Torneo Apertura 2006

### Apertura 1
| Data          | Mecz |
| ------------- | --- |
| 3 lutego 2006 | Universitario Lima – FBC Melgar 1:2 Paolo Maldonado 85 – José Carlos Fernández 38, Rafael Villanueva 47                |
| 4 lutego 2006 | Cienciano Cuzco – Club Sporting Cristal 2:0 Roberto Silva 64, 72k                                                      |
| 4 lutego 2006 | Sport Boys Callao – Sport Áncash Huaraz 1:1 Christian Guevara 45k – Óscar Vílchez 38                                   |
| 5 lutego 2006 | José Gálvez Chimbote – Unión Huaral 0:3 Renzo Guevara 6, César Ortíz 59, Juan Montenegro 71                            |
| 5 lutego 2006 | Universidad San Martín Lima – Alianza Lima 1:1 Pedro García 76 – Wilmer Aguirre 39                                     |
| 5 lutego 2006 | Alianza Atlético Sullana – Coronel Bolognesi Tacna 1:3 Sidney Faiffer 17 – Roberto Demus 6, 12, Jesús Martín Álvarez 9 |

### Apertura 2
| Data           | Mecz |
| -------------- | --- |
| 10 lutego 2006 | Coronel Bolognesi Tacna – Universitario Lima 1:0 Cristián Zúñiga 84                                             |
| 11 lutego 2006 | Alianza Lima – Alianza Atlético Sullana 2:0 Pedro Plaza 41s, Flavio Maestri 70                                  |
| 12 lutego 2006 | Club Sporting Cristal – José Gálvez Chimbote 2:1 David Soria 74k, Jorge Antonio Soto 80 – Jean Pierre Moreno 67 |
| 12 lutego 2006 | Unión Huaral – Cienciano Cuzco 1:0 Adán Balbín 59                                                               |
| 12 lutego 2006 | Sport Áncash Huaraz – Universidad San Martín Lima 1:0 Pedro Luís Ascoy 74                                       |
| 12 lutego 2006 | FBC Melgar – Sport Boys Callao 1:2 José Carlos Fernández 2 – Christian Guevara 11, 67                           |

### Apertura 3
| Data           | Mecz |
| -------------- | --- |
| 17 lutego 2006 | Universidad San Martín Lima – Sport Boys Callao 2:1 Fernando del Solar 11, Hernán Rengifo 58 – Christian Guevara 57           |
| 18 lutego 2006 | Unión Huaral – Club Sporting Cristal 0:1 Henry Quinteros 21                                                                   |
| 19 lutego 2006 | Cienciano Cuzco – Coronel Bolognesi Tacna 3:1 Miguel Huertas 65, Jair Butrón 83, Víctor Raúl Anchante 50s – Alexis Aguirre 92 |
| 19 lutego 2006 | Alianza Atlético Sullana – FBC Melgar 3:1 Frank Rojas 6, 78, Karlo Calcina 20s – Rafael Villanueva 58                         |
| 19 lutego 2006 | José Gálvez Chimbote – Alianza Lima 0:2 Flavio Maestri 28, Wilmer Aguirre 93                                                  |
| 19 lutego 2006 | Universitario Lima – Sport Áncash Huaraz 2:0 Gastón Maximiliano Sangoy 68, Piero Alva 74                                      |

### Apertura 4
| Data           | Mecz |
| -------------- | --- |
| 24 lutego 2006 | Coronel Bolognesi Tacna – Unión Huaral 1:0 Roberto Demus 71                                                                                    |
| 25 lutego 2006 | Sport Boys Callao – Alianza Atlético Sullana 2:1 Diego Bustamante 27, Juan Quiñónez 72 – Isaac Ponte 88                                        |
| 25 lutego 2006 | Alianza Lima – Cienciano Cuzco 1:0 Gonzalo Galindo 49                                                                                          |
| 26 lutego 2006 | FBC Melgar – Universidad San Martín Lima 1:2 Rivelino Carassa 15 – Hernán Rengifo 24, Pedro García 63k                                         |
| 26 lutego 2006 | Sport Áncash Huaraz – José Gálvez Chimbote 3:1 César Goya 8, Pedro Luís Ascoy 26, Paulo Ramos 79 – Christian Ortiz 42                          |
| 26 lutego 2006 | Club Sporting Cristal – Universitario Lima 3:1 Gustavo Vassallo 35, Carlos Alberto Zegarra 40, Carlos Lobatón 87 – Manuel Francisco Barreto 84 |

### Apertura 5
| Data         | Mecz |
| ------------ | --- |
| 3 marca 2006 | Cienciano Cuzco – Sport Áncash Huaraz 1:0 Junior Ross 80                                                     |
| 3 marca 2006 | Universitario Lima – Sport Boys Callao 3:0 Arnaldo Alonso 37, 43, Miguel Cevasco 69                          |
| 4 marca 2006 | Club Sporting Cristal – Coronel Bolognesi Tacna 3:1 Gustavo Vasallo 31, 52, 81 – Manuel Marengo 15           |
| 4 marca 2006 | Unión Huaral – Alianza Lima 0:1 Fernando Martel 77                                                           |
| 5 marca 2006 | Alianza Atlético Sullana – Universidad San Martín Lima 2:1 Roberto Carlos Jiménez 83, 90k – Carlos Ibarra 28 |
| 5 marca 2006 | José Gálvez Chimbote – FBC Melgar 2:0 Víctor Reyes 27, Sebastián Néstor Domínguez 41                         |

### Apertura 6
| Data          | Mecz |
| ------------- | --- |
| 10 marca 2006 | Universidad San Martín Lima – Universitario Lima 1:0 Pedro García 69k                                              |
| 10 marca 2006 | Alianza Lima – Club Sporting Cristal 1:0 Aldo Olcese 21                                                            |
| 10 marca 2006 | Coronel Bolognesi Tacna – José Gálvez Chimbote 1:0 Renzo Revoredo 85                                               |
| 11 marca 2006 | Sport Boys Callao – Cienciano Cuzco 0:2 José Carlos Fernández 69, Roberto Duffoó 83s                               |
| 12 marca 2006 | FBC Melgar – Unión Huaral 3:1 José Carlos Fernández 36, Rafael Villanueva 63, Óscar Olvera 93 – Michael Guevara 45 |
| 12 marca 2006 | Sport Áncash Huaraz – Alianza Atlético Sullana 0:2 Isaac Ponte 15, Roberto Carlos Jiménez 61                       |

### Apertura 7
| Data          | Mecz |
| ------------- | --- |
| 18 marca 2006 | José Gálvez Chimbote – Sport Boys Callao 1:0 Alex Sánchez 75                                                  |
| 18 marca 2006 | Coronel Bolognesi Tacna – Alianza Lima 1:2 Masakatsu Sawa 91 – Wilmer Aguirre 54, Rinaldo Cruzado 78          |
| 19 marca 2006 | Cienciano Cuzco – Universidad San Martín Lima 1:2 Julio García 86 – Mauricio Montes 14, Luis Omar Valencia 66 |
| 19 marca 2006 | Unión Huaral – Sport Áncash Huaraz 2:1 Darío Muchotrigo 52, Francisco Hernández 86 – Natalio Portillo 73      |
| 19 marca 2006 | Club Sporting Cristal – FBC Melgar 3:0 Carlos Lobatón 29, Gustavo Vasallo 48, Jorge Antonio Soto 70k          |
| 19 marca 2006 | Universitario Lima – Alianza Atlético Sullana 1:1 Piero Alva 5 – Javier Soria 73                              |

### Apertura 8
| Data          | Mecz |
| ------------- | --- |
| 25 marca 2006 | Alianza Atlético Sullana – Cienciano Cuzco 3:1 Sydney Pfaiffer 43, Roberto Carlos Jiménez 51, Isaac Ponte 79 – Giuliano Portilla 86                |
| 25 marca 2006 | Alianza Lima – Universitario Lima 1:1 Fernando Martel 45 – Marco Ruiz 29                                                                           |
| 25 marca 2006 | Universidad San Martín Lima – José Gálvez Chimbote 0:3 Víctor Reyes 58, Juan Carlos Pérez 67, Erick Torres 87                                      |
| 25 marca 2006 | Sport Boys Callao – Unión Huaral 2:3 Miguel Reyna 33, José Herrera 78 – Luis Cordero 31k, Francisco Hernández 58, Jaime La Torre 90 mecz w Iquitos |
| 26 marca 2006 | Sport Áncash Huaraz – Club Sporting Cristal 1:0 Natalio Portillo 86                                                                                |
| 26 marca 2006 | FBC Melgar – Coronel Bolognesi Tacna 0:0 |

### Apertura 9
| Data            | Mecz |
| --------------- | --- |
| 31 marca 2006   | Coronel Bolognesi Tacna – Sport Áncash Huaraz 1:1 Roberto Demus 73 – Franco Giovanny Mendoza 74                                                 |
| 31 marca 2006   | Club Sporting Cristal – Sport Boys Callao 2:0 Gustavo Vassallo 24, Henry Quinteros 92                                                           |
| 1 kwietnia 2006 | Alianza Lima – FBC Melgar 4:1 Wilmer Aguirre 11, Juan José Jayo 49, Aldo Olcese 79, Ernesto Arakaki 90 – Rafael Villanueva 34                   |
| 2 kwietnia 2006 | José Gálvez Chimbote – Alianza Atlético Sullana 2:2 Christian Ortiz 35, Sebastián Néstor Domínguez 91 – Martín Tenemás 75, Isaac Ponte 85       |
| 2 kwietnia 2006 | Cienciano Cuzco – Universitario Lima 0:1 Gastón Maximiliano Sangoy 51                                                                           |
| 2 kwietnia 2006 | Unión Huaral – Universidad San Martín Lima 3:2 José Sosa 44, Darío Muchotrigo 53, Juan Montenegro 95 – Fernando del Solar 1, Óscar Villarreal 5 |

### Apertura 10
| Data             | Mecz |
| ---------------- | --- |
| 15 kwietnia 2006 | Sport Boys Callao – Coronel Bolognesi Tacna 0:0 |
| 15 kwietnia 2006 | Universitario Lima – José Gálvez Chimbote 1:0 Mauricio Mendoza 64                                                                                     |
| 15 kwietnia 2006 | Cienciano Cuzco – FBC Melgar 1:1 Junior Ross 15, Giuliano Portilla 29s                                                                                |
| 16 kwietnia 2006 | Alianza Atlético Sullana – Unión Huaral 3:2 Pedro Plaza 7, Javier Soria 45, Roberto Carlos Jiménez 86k – José Portilla 12, Juan Montenegro 48         |
| 16 kwietnia 2006 | Sport Áncash Huaraz – Alianza Lima 1:1 Natalio Portillo 90 – Wilmer Aguirre 39                                                                        |
| 16 kwietnia 2006 | Universidad San Martín Lima – Club Sporting Cristal 2:2 Hernán Rengifo 21, Fernando del Solar 57 – Alberto Junior Rodríguez 6, Luis Alberto Bonnet 79 |

### Apertura 11
| Data             | Mecz |
| ---------------- | --- |
| 22 kwietnia 2006 | FBC Melgar – Sport Áncash Huaraz 2:4 Rivelino Carassa 57, Amir Buelvas 97 – Natalio Portillo 3, 85, Javier Pereyra 67, Juan Vergara 90    |
| 22 kwietnia 2006 | Alianza Lima – Sport Boys Callao 1:0 Wilmer Aguirre 12                                                                                    |
| 23 kwietnia 2006 | Club Sporting Cristal – Alianza Atlético Sullana 3:0 Jorge Antonio Soto 30, 90, Luis Alberto Bonnet 89                                    |
| 23 kwietnia 2006 | José Gálvez Chimbote – Cienciano Cuzco 1:2 Erick Torres 20 – Miguel Villalta 66, Junior Ross 75                                           |
| 23 kwietnia 2006 | Coronel Bolognesi Tacna FC – Universidad San Martín Lima 2:2 Renzo Revoredo 5, Roberto Demus 19 – Óscar Villarreal 30, Mauricio Montes 92 |
| 23 kwietnia 2006 | Unión Huaral – Universitario Lima 1:0 Sandro Gamarra 64                                                                                   |

### Apertura 12
| Data             | Mecz |
| ---------------- | --- |
| 29 kwietnia 2006 | Club Sporting Cristal – Cienciano Cuzco 1:1 Luis Alberto Bonnet 54 – Carlos Lugo 26k                           |
| 29 kwietnia 2006 | Alianza Lima – Universidad San Martín Lima 2:0 Flavio Maestri 20k, Carlos Augusto Orejuela 87                  |
| 30 kwietnia 2006 | FBC Melgar – Universitario Lima 0:2 Gastón Maximiliano Sangoy 28, Miguel Cevasco 75                            |
| 30 kwietnia 2006 | Coronel Bolognesi Tacna – Alianza Atlético Sullana 2:0 Norbil Romero 26, Roberto Demus 55                      |
| 1 maja 2006      | Sport Áncash Huaraz – Sport Boys Callao 3:2 Natalio Portillo 26, 27, 76 – José Herrera 30, Fernando Ramírez 45 |
| 1 maja 2006      | Unión Huaral – José Gálvez Chimbote 0:0                                                                        |

### Apertura 13
| Data         | Mecz |
| ------------ | --- |
| 13 maja 2006 | Universitario Lima – Coronel Bolognesi Tacna 1:1 Paul Manuel Cominges 48 – Charly Vicente 69                                                                                       |
| 13 maja 2006 | José Gálvez Chimbote – Club Sporting Cristal 1:2 Sebastián Néstor Domínguez 67 – Carlos Lobatón 65, Luis Alberto Bonnet 88                                                         |
| 13 maja 2006 | Cienciano Cuzco – Unión Huaral 0:0 |
| 13 maja 2006 | Universidad San Martín Lima – Sport Áncash Huaraz 3:3 Hernán Rengifo 11, Óscar Villarreal 35, Manuel Ugaz 88 – Franco Giovanny Mendoza 65, Juan Vergara 80, Antonio Meza Cuadra 94 |
| 13 maja 2006 | Alianza Atlético Sullana – Alianza Lima 0:3 Ernesto Arakaki 57, Wilmer Aguirre 61, Fernando Martel 68 mecz w Iquitos                                                               |
| 14 maja 2006 | Sport Boys Callao – FBC Melgar 0:0 |

### Apertura 14
| Data         | Mecz |
| ------------ | --- |
| 17 maja 2006 | FBC Melgar – Alianza Atlético Sullana 3:1 Abel Lobatón 5, José Guevara 65, Gerardo Gárate 76 – Giancarlo Carmona 54                                           |
| 17 maja 2006 | Sport Áncash Huaraz – Universitario Lima 2:1 Natalio Portillo 40, Antonio Meza Cuadra 90 – Paul Manuel Cominges 86                                            |
| 17 maja 2006 | Sport Boys Callao – Universidad San Martín Lima 1:1 Juan Quiñónez 90 – Hernán Rengifo 45                                                                      |
| 17 maja 2006 | Club Sporting Cristal – Unión Huaral 1:1 Jorge Antonio Soto 61 – Edson Uribe 38                                                                               |
| 17 maja 2006 | Alianza Lima – José Gálvez Chimbote 2:0 Flavio Maestri 55, Aldo Olcese 81                                                                                     |
| 17 maja 2006 | Coronel Bolognesi Tacna – Cienciano Cuzco 4:2 Renzo Revoredo 17, Johan Vásquez 40, Roberto Demus 67, Masakatsu Sawa 84 – Carlos Lugo 26, Giuliano Portilla 44 |

### Apertura 15
| Data         | Mecz |
| ------------ | --- |
| 20 maja 2006 | Alianza Atlético Sullana – Sport Boys Callao 2:0 Fabricio Martínez 43, Frank Rojas 75 |
| 20 maja 2006 | Universidad San Martín Lima – FBC Melgar 1:0 Hernán Rengifo 50 |
| 20 maja 2006 | José Gálvez Chimbote – Sport Áncash Huaraz 3:0 Rodrigo Gauna 16, Sebastián Néstor Domínguez 67, 93                                                                                        |
| 21 maja 2006 | Unión Huaral – Coronel Bolognesi Tacna 2:2 Sandro Gamarra 20, Daniel Peláez 46 – Cristián Zúñiga 16, Roberto Demus 44k                                                                    |
| 21 maja 2006 | Cienciano Cuzco – Alianza Lima 0:0 |
| 21 maja 2006 | Universitario Lima – Club Sporting Cristal 3:3 Manuel Francisco Barreto 28, Paolo Maldonado 30, Gastón Maximiliano Sangoy 59 – Henry Quinteros 17, Sergio Leal 81, Luis Alberto Bonnet 87 |

### Apertura 16
| Data         | Mecz |
| ------------ | --- |
| 24 maja 2006 | Alianza Lima – Unión Huaral 2:0 Ismael Alvarado 22, Juan José Jayo 49                                                  |
| 24 maja 2006 | Universidad San Martín Lima – Alianza Atlético Sullana 0:1 Javier Soria 59                                             |
| 24 maja 2006 | Sport Áncash Huaraz – Cienciano Cuzco 0:1 Roberto Silva 90                                                             |
| 24 maja 2006 | FBC Melgar – José Gálvez Chimbote 2:0 Gerardo Gárate 68, José Carlos Fernández 82                                      |
| 24 maja 2006 | Sport Boys Callao – Universitario Lima 1:2 José Herrera 71 – Manuel Francisco Barreto 45, Gastón Maximiliano Sangoy 58 |
| 24 maja 2006 | Coronel Bolognesi Tacna – Club Sporting Cristal 0:1 Sergio Leal 3                                                      |

### Apertura 17
| Data         | Mecz |
| ------------ | --- |
| 27 maja 2006 | Cienciano Cuzco – Sport Boys Callao 3:0 Ramón Rodríguez del Solar 25, Jair Céspedes 73s, Miguel Mostto 90                                                  |
| 27 maja 2006 | José Gálvez Chimbote – Coronel Bolognesi Tacna 1:0 Erick Torres 68                                                                                         |
| 28 maja 2006 | Unión Huaral – FBC Melgar 1:1 Sandro Gamarra 39 – Pedro Antonio Aparicio 62                                                                                |
| 28 maja 2006 | Alianza Atlético Sullana – Sport Áncash Huaraz 2:2 Sidney Faiffer 8, Fabricio Martínez 46 – Natalio Portillo 11k, César Goya 43                            |
| 28 maja 2006 | Club Sporting Cristal – Alianza Lima 2:0 Sergio Leal 2, Jorge Antonio Soto 87                                                                              |
| 28 maja 2006 | Universitario Lima – Universidad San Martín Lima 2:3 Piero Alva 76, Alex Segundo Magallanes 78 – Fernando del Solar 51, Fernando Merlo 80, Pedro García 89 |

### Apertura 18
| Data         | Mecz |
| ------------ | --- |
| 31 maja 2006 | Universidad San Martín Lima – Cienciano Cuzco 0:0                                                                          |
| 31 maja 2006 | Sport Áncash Huaraz – Unión Huaral 0:0                                                                                     |
| 31 maja 2006 | Alianza Atlético Sullana – Universitario Lima 0:0                                                                          |
| 31 maja 2006 | Sport Boys Callao – José Gálvez Chimbote 0:1 Alex Sánchez 25                                                               |
| 31 maja 2006 | FBC Melgar – Club Sporting Cristal 0:0                                                                                     |
| 31 maja 2006 | Alianza Lima – Coronel Bolognesi Tacna 2:2 Wilmer Aguirre 37, Flavio Maestri 55 – Víctor Raúl Anchante 29, Renzo Sheput 59 |

### Apertura 19
| Data            | Mecz |
| --------------- | --- |
| 10 czerwca 2006 | Unión Huaral – Sport Boys Callao 0:3 Miguel Ángel Curiel 28, Mariano Córsico 49, Jorge Espejo 88                                               |
| 10 czerwca 2006 | Coronel Bolognesi Tacna – FBC Melgar 3:0 Masakatsu Sawa 2, Charly Vicente 73, 80                                                               |
| 10 czerwca 2006 | Club Sporting Cristal – Sport Áncash Huaraz 2:0 Rainer Torres 50, Gustavo Vassallo 88                                                          |
| 11 czerwca 2006 | Cienciano Cuzco – Alianza Atlético Sullana 3:0 Julio García 24, Junior Ross 70, Hilden Salas 75                                                |
| 11 czerwca 2006 | José Gálvez Chimbote – Universidad San Martín Lima 2:4 Erick Torres 21, Juan Carlos Pérez 55 – Pedro García 13k, 38, 76, Luis Omar Valencia 65 |
| 11 czerwca 2006 | Universitario Lima – Alianza Lima 1:1 José Pereda 28 – Wilmer Aguirre 14                                                                       |

### Apertura 20
| Data            | Mecz |
| --------------- | --- |
| 17 czerwca 2006 | Universitario Lima – Cienciano Cuzco 1:0 Manuel Francisco Barreto 45                                       |
| 17 czerwca 2006 | Universidad San Martín Lima – Unión Huaral 1:0 Hernán Rengifo 50                                           |
| 17 czerwca 2006 | FBC Melgar – Alianza Lima 2:1 Abel Lobatón 28, Jean Garrafa 75 – Manuel Corrales 45                        |
| 17 czerwca 2006 | Sport Boys Callao – Club Sporting Cristal 1:1 Abel Lobatón 28, Jean Garrafa 75 – Manuel Corrales 45        |
| 18 czerwca 2006 | Alianza Atlético Sullana – José Gálvez Chimbote 0:0                                                        |
| 18 czerwca 2006 | Sport Áncash Huaraz – Coronel Bolognesi Tacna 1:2 Jean Tragodara 68 – Masakatsu Sawa 50, Roberto Demus 62k |

### Apertura 21
| Data            | Mecz                                                                                                  |
| --------------- | --- |
| 21 czerwca 2006 | FBC Melgar – Cienciano Cuzco 0:0                                                                      |
| 21 czerwca 2006 | Alianza Lima – Sport Áncash Huaraz 2:0 Flavio Maestri 13, Roberto Guizasola 70                        |
| 21 czerwca 2006 | Club Sporting Cristal – Universidad San Martín Lima 1:0 Carlos Alberto Zegarra 57                     |
| 21 czerwca 2006 | Coronel Bolognesi Tacna – Sport Boys Callao 3:0 Johan Vásquez 45, Masakatsu Sawa 88, Roberto Demus 91 |
| 21 czerwca 2006 | José Gálvez Chimbote – Universitario Lima 1:1 Martín Arriola 43 – Paolo Maldonado 20                  |
| 21 czerwca 2006 | Unión Huaral – Alianza Atlético Sullana 0:1 Roberto Carlos Jiménez 45                                 |

### Apertura 22
| Data            | Mecz |
| --------------- | --- |
| 25 czerwca 2006 | Alianza Atlético Sullana – Club Sporting Cristal 1:4 Saulo Aponte 41 – Ysrael Zúñiga 33, Carlos Alberto Zegarra 50, Gustavo Vassallo 61, 63 |
| 25 czerwca 2006 | Cienciano Cuzco – José Gálvez Chimbote 3:0 Miguel Mostto 58, 65, 72                                                                         |
| 25 czerwca 2006 | Sport Boys Callao – Alianza Lima 1:1 José Herrera 2 – Flavio Maestri 38                                                                     |
| 25 czerwca 2006 | Universitario Lima – Unión Huaral 5:0 Paul Manuel Cominges 10, 56, 86, Paolo Maldonado 44, Piero Alva 70                                    |
| 25 czerwca 2006 | Universidad San Martín Lima – Coronel Bolognesi Tacna 2:1 Luis Omar Valencia 6, John Hinostroza 46 – Víctor Raúl Anchante 29                |
| 25 czerwca 2006 | Sport Áncash Huaraz – FBC Melgar 0:0 |

### Tabela końcowa turnieju Apertura 2006
| Poz | Klub                        | Mecze | Zw | Rem | Por | Pkt | BrZd | BrStr |
| --- | --------------------------- | ----- | -- | --- | --- | --- | ---- | ----- |
| 1   | Alianza Lima                | 22    | 13 | 7   | 2   | 46  | 33   | 13    |
| 2   | Club Sporting Cristal       | 22    | 13 | 6   | 3   | 45  | 37   | 17    |
| 3   | Coronel Bolognesi Tacna     | 22    | 9  | 7   | 6   | 34  | 32   | 24    |
| 4   | Cienciano Cuzco             | 22    | 9  | 6   | 7   | 33  | 26   | 17    |
| 5   | Universidad San Martín Lima | 22    | 9  | 6   | 7   | 33  | 30   | 30    |
| 6   | Universitario Lima          | 22    | 8  | 7   | 7   | 31  | 30   | 22    |
| 7   | Alianza Atlético Sullana    | 22    | 8  | 5   | 9   | 29  | 26   | 35    |
| 8   | Sport Áncash Huaraz         | 22    | 6  | 7   | 9   | 25  | 24   | 31    |
| 9   | Unión Huaral                | 22    | 6  | 6   | 10  | 24  | 20   | 30    |
| 10  | José Gálvez Chimbote        | 22    | 6  | 4   | 12  | 22  | 20   | 30    |
| 11  | FBC Melgar                  | 22    | 5  | 7   | 10  | 22  | 20   | 32    |
| 12  | Sport Boys Callao           | 22    | 3  | 6   | 13  | 15  | 17   | 34    |

### Klasyfikacja strzelców bramek Apertura 2006
| Gole | Piłkarz                    | Klub                        |
| ---- | -------------------------- | --------------------------- |
| 11   | Roberto Demus              | Coronel Bolognesi Tacna     |
| 10   | Natalio Portillo           | Sport Áncash Huaraz         |
| 9    | Gustavo Vasallo            | Club Sporting Cristal       |
| 9    | Wilmer Aguirre             | Alianza Lima                |
| 7    | Flavio Maestri             | Alianza Lima                |
| 7    | Hernán Rengifo             | Universidad San Martín Lima |
| 7    | Pedro García               | Universidad San Martín Lima |
| 6    | Roberto Carlos Jiménez     | Alianza Atlético Sullana    |
| 5    | Paul Manuel Cominges       | Universitario Lima          |
| 5    | Gastón Maximiliano Sangoy  | Universitario Lima          |
| 5    | Isaac Ponte                | Alianza Atlético Sullana    |
| 5    | Sebastián Néstor Domínguez | José Gálvez Chimbote        |
| 5    | José Herrera               | Sport Boys Callao           |
| 5    | Jorge Antonio Soto         | Club Sporting Cristal       |
| 5    | Luis Alberto Bonnet        | Club Sporting Cristal       |
| 4    | Piero Alva                 | Universitario Lima          |
| 4    | Paolo Maldonado            | Universitario Lima          |
| 4    | Manuel Francisco Barreto   | Universitario Lima          |
| 4    | Miguel Mostto              | Cienciano Cuzco             |
| 4    | Junior Ross                | Cienciano Cuzco             |
| 4    | Masakatsu Sawa             | Coronel Bolognesi Tacna     |
| 4    | José Carlos Fernández      | FBC Melgar                  |
| 4    | Rafael Villanueva          | FBC Melgar                  |
| 4    | Erick Torres               | José Gálvez Chimbote        |
| 4    | Christian Guevara          | Sport Boys Callao           |
| 4    | Fernando del Solar         | Universidad San Martín Lima |

## Torneo Clausura 2006

### Clausura 1
| Data          | Mecz                                                                                            |
| ------------- | ----------------------------------------------------------------------------------------------- |
| 15 lipca 2006 | FBC Melgar – Coronel Bolognesi Tacna 1:0 Cristián Zúñiga 49                                     |
| 16 lipca 2006 | Universitario Lima – Cienciano Cuzco 2:1 Piero Alva 11, Jesús Rey 82 – Carlos Lugo 52k          |
| 16 lipca 2006 | Unión Huaral – Club Sporting Cristal 1:0 Víctor Oviedo 86                                       |
| 16 lipca 2006 | Alianza Atlético Sullana – Alianza Lima 1:1 Pedro Luís Ascoy 62 – Carlos Augusto Orejuela 68    |
| 16 lipca 2006 | José Gálvez Chimbote – Sport Boys Callao 3:0 Sergio Ibarra 28, Erick Torres 34, Alex Sánchez 38 |
| 16 lipca 2006 | Universidad San Martín Lima – Sport Áncash Huaraz 2:0 Luis Omar Valencia 40, Ryan Salazar 78    |

### Clausura 2
| Data          | Mecz |
| ------------- | --- |
| 22 lipca 2006 | Sport Boys Callao – Universidad San Martín Lima 0:0 |
| 22 lipca 2006 | Sport Áncash Huaraz – Alianza Atlético Sullana 1:0 Javier Pereyra 51                                                                                        |
| 23 lipca 2006 | Club Sporting Cristal – FBC Melgar 2:0 Carlos Javier Solís 15s, Amilton Prado 30                                                                            |
| 23 lipca 2006 | Cienciano Cuzco – Unión Huaral 5:1 Miguel Mostto 49, 63, 65, 79, Carlos Vilarete 73 – Adán Balbín 72                                                        |
| 23 lipca 2006 | Alianza Lima – José Gálvez Chimbote 1:0 Roberto Silva 75 |
| 23 lipca 2006 | Coronel Bolognesi Tacna – Universitario Lima 4:1 Luis Daniel Hernández 39k, Federico Martorell 41, José Corcuera 55, Lucio Cerezetto 63 – Mayer Candelo 49k |

### Clausura 3
| Data            | Mecz |
| --------------- | --- |
| 29 lipca 2006   | Universidad San Martín Lima – José Gálvez Chimbote 0:1 Christian Ortiz 26                                                          |
| 29 lipca 2006   | Unión Huaral – Coronel Bolognesi Tacna 0:0                                                                                         |
| 29 lipca 2006   | Universitario Lima – Sport Áncash Huaraz 4:1 Jesús Rey 43, 79, Manuel Francisco Barreto 53, Piero Alva 60 – Antonio Meza Cuadra 74 |
| 29 lipca 2006   | Alianza Atlético Sullana – Sport Boys Callao 2:2 Carlos Alberto García 3, Sidney Faiffer 44 – Fernando Ramírez 51, José Herrera 74 |
| 30 czerwca 2006 | Cienciano Cuzco – Club Sporting Cristal 2:1 Juan Carlos Mariño 38, Francisco Hernández 62 – Walter Vílchez 43                      |
| 30 czerwca 2006 | FBC Melgar – Alianza Lima 3:2 Waldir Sáenz 7, Hilden Salas 76, Charly Vicente 93 – Junior Viza 24, Flavio Maestri 49k              |

### Clausura 4
| Data            | Mecz |
| --------------- | --- |
| 5 sierpnia 2006 | José Gálvez Chimbote – Alianza Atlético Sullana 4:0 Martín Arriola 18, Sergio Ibarra 32, 45, 89                                   |
| 5 sierpnia 2006 | Coronel Bolognesi Tacna – Cienciano Cuzco 1:2 José Corcuera 17 – Miguel Mostto 36, 50                                             |
| 5 sierpnia 2006 | Sport Áncash Huaraz – Unión Huaral 2:0 Renzo Benavides 30, Franco Giovanny Mendoza 83                                             |
| 5 sierpnia 2006 | Alianza Lima – Universidad San Martín Lima 3:1 Flavio Maestri 34, Junior Viza 58, Carlos Augusto Orejuela 83 – Roller Cambindo 54 |
| 6 sierpnia 2006 | Club Sporting Cristal – Universitario Lima 0:1 Paul Manuel Cominges 27                                                            |
| 6 sierpnia 2006 | Sport Boys Callao – FBC Melgar 2:0 Jean Franco Ferrari 6, José Herrera 76                                                         |

### Clausura 5
| Data             | Mecz |
| ---------------- | --- |
| 12 sierpnia 2006 | Alianza Atlético Sullana – Universidad San Martín Lima 2:3 Pedro Luís Ascoy 2, 14 – Luis Omar Valencia 15, 38, Pedro García 85 |
| 12 sierpnia 2006 | Unión Huaral – Alianza Lima 0:1 Flavio Maestri 24                                                                              |
| 13 sierpnia 2006 | Club Sporting Cristal – Coronel Bolognesi Tacna 1:2 Walter Vílchez 81 – Masakatsu Sawa 11, Junior Ross 86                      |
| 13 sierpnia 2006 | Cienciano Cuzco – Sport Áncash Huaraz 1:3 Carlos Vilarete 36 – Renzo Benavides 16, 74, Franco Giovanny Mendoza 64              |
| 13 sierpnia 2006 | FBC Melgar – José Gálvez Chimbote 2:0 Cristián Zúñiga 29, 33                                                                   |
| 13 sierpnia 2006 | Universitario Lima – Sport Boys Callao 1:3 Piero Alva 83 – Michael Guevara 33, Julio César Landauri 80, José Herrera 88        |

### Clausura 6
| Data             | Mecz                                                                                            |
| ---------------- | ----------------------------------------------------------------------------------------------- |
| 19 sierpnia 2006 | Universidad San Martín Lima – FBC Melgar 0:0                                                    |
| 19 sierpnia 2006 | Sport Áncash Huaraz – Club Sporting Cristal 1:1 Natalio Portillo 78 – Luis Alberto Bonnet 65    |
| 19 sierpnia 2006 | Coronel Bolognesi Tacna – Alianza Atlético Sullana 1:0 Federico Martorell 23                    |
| 20 sierpnia 2006 | José Gálvez Chimbote – Unión Huaral 2:1 Martín Arriola 3, Alex Sánchez 33 – Sandro Gamarra 58   |
| 20 sierpnia 2006 | Sport Boys Callao – Cienciano Cuzco 2:1 Michael Guevara 16, José Herrera 31k – Miguel Mostto 78 |
| 20 sierpnia 2006 | Alianza Lima – Universitario Lima 1:0 Roberto Silva 17                                          |

### Clausura 7
| Data             | Mecz |
| ---------------- | --- |
| 26 sierpnia 2006 | Unión Huaral – Universidad San Martín Lima 0:2 walkower mecz nie został rozegrany, gdyż gospodarze nie wypłacili sędziemu należnego honorarium |
| 26 sierpnia 2006 | Club Sporting Cristal – Sport Boys Callao 0:1 Mariano Córsico 88                                                                               |
| 26 sierpnia 2006 | FBC Melgar – Alianza Atlético Sullana 2:1 Carlos Javier Solís 8, 39 – Martín Vásquez 6                                                         |
| 27 sierpnia 2006 | Universitario Lima – José Gálvez Chimbote 1:0 Johel Herrera 28                                                                                 |
| 27 sierpnia 2006 | Cienciano Cuzco – Alianza Lima 2:1 Carlos Lugo 11k, Miguel Mostto 53 – Martín Ligüera 36                                                       |
| 27 sierpnia 2006 | Coronel Bolognesi Tacna – Sport Áncash Huaraz 3:0 Gianfranco Espinoza 10, Federico Martorell 34, Johan Vásquez 82                              |

### Clausura 8
| Data             | Mecz                                                                                                  |
| ---------------- | --- |
| 30 sierpnia 2006 | Alianza Lima – Club Sporting Cristal 0:0                                                              |
| 30 sierpnia 2006 | José Gálvez Chimbote – Cienciano Cuzco 1:2 Sergio Ibarra 29 – Francisco Hernández 47, Édison Chará 68 |
| 3 września 2006  | Alianza Atlético Sullana – Unión Huaral 2:0 Martín Tenemás 53, Pedro Luís Ascoy 60                    |
| 3 września 2006  | Sport Áncash Huaraz – FBC Melgar 1:1 Alexis Aguirre 30 – Gerardo Gárate 25                            |
| 20 września 2006 | Universidad San Martín Lima – Universitario Lima 0:1 Mauricio Mendoza 19                              |
| 27 września 2006 | Sport Boys Callao – Coronel Bolognesi Tacna 0:2 Manuel Marengo 6, Junior Ross 16                      |

### Clausura 9
| Data             | Mecz |
| ---------------- | --- |
| 9 września 2006  | Universitario Lima – Alianza Atlético Sullana 3:1 Mauricio Mendoza 34, Johel Herrera 38, Gregorio Bernales 41 – Pedro Plaza 43 |
| 9 września 2006  | Coronel Bolognesi Tacna – Alianza Lima 1:1 Junior Ross 84 – Roberto Silva 59                                                   |
| 9 września 2006  | Unión Huaral – FBC Melgar 0:0                                                                                                  |
| 10 września 2006 | Sport Áncash Huaraz – Sport Boys Callao 1:0 Renzo Benavides 46k                                                                |
| 10 września 2006 | Cienciano Cuzco – Universidad San Martín Lima 0:1 Hernán Rengifo 63                                                            |
| 10 września 2006 | Club Sporting Cristal – José Gálvez Chimbote 3:0 Jorge Antonio Soto 52, Luis Alberto Bonnet 57, Amilton Prado 88               |

### Clausura 10
| Data                | Mecz |
| ------------------- | --- |
| 16 września 2006    | Unión Huaral – Sport Boys Callao 1:2 Juan Nakaya 36 – José Herrera 27k, Fernando Ramírez 78                                             |
| 16 września 2006    | Universidad San Martín Lima – Club Sporting Cristal 0:2 Giuliano Portilla 5, David Soria 88                                             |
| 17 września 2006    | Alianza Atlético Sullana – Cienciano Cuzco 4:1 Pedro Luís Ascoy 47, Marco Casas 63, Renzo Sheput 69, Martín Tenemás 84 – Carlos Lugo 52 |
| 17 września 2006    | FBC Melgar – Universitario Lima 1:1 José Carlos Fernández 43 – Piero Alva 15                                                            |
| 17 września 2006    | Alianza Lima – Sport Áncash Huaraz 3:0 Ismael Alvarado 43, Aldo Olcese 81, Roberto Silva 83                                             |
| 4 października 2006 | José Gálvez Chimbote – Coronel Bolognesi Tacna 0:3 Masakatsu Sawa 71, Johan Javier Fano 84, 90                                          |

### Clausura 11
| Data             | Mecz |
| ---------------- | --- |
| 23 września 2006 | Sport Boys Callao – Alianza Lima 0:1 Rinaldo Cruzado 67                                                                                |
| 23 września 2006 | Club Sporting Cristal – Alianza Atlético Sullana 3:1 Rainer Torres 1, Luis Alberto Bonnet 29, Jorge Antonio Soto 34 – Renzo Sheput 86  |
| 23 września 2006 | Coronel Bolognesi Tacna – Universidad San Martín Lima 1:2 Gianfranco Espinoza 14 – Fernando del Solar 27, Mario Evaristo Leguizamón 66 |
| 24 września 2006 | Universitario Lima – Unión Huaral 3:0 Piero Alva 1, Mauricio Mendoza 53k, Gregorio Bernales 81                                         |
| 24 września 2006 | Cienciano Cuzco – FBC Melgar 2:0 Miguel Mostto 14, 76                                                                                  |
| 24 września 2006 | Sport Áncash Huaraz – José Gálvez Chimbote 1:1 Rafael Farfán 15 – Sergio Ibarra 47                                                     |

### Clausura 12
| Data                | Mecz |
| ------------------- | --- |
| 30 września 2006    | Club Sporting Cristal – Unión Huaral 4:0 Jorge Antonio Soto 14, 56, Luis Alberto Bonnet 61, Carlos Lobatón 74                                                      |
| 30 września 2006    | Alianza Lima – Alianza Atlético Sullana 3:0 Fernando Martel 6, 59, 64                                                                                              |
| 1 października 2006 | Cienciano Cuzco – Universitario Lima 3:3 Miguel Mostto 1, Édison Chará 50, Carlos Lugo 68 – Alex Segundo Magallanes 22, Piero Alva 44, Manuel Francisco Barreto 83 |
| 1 października 2006 | Coronel Bolognesi Tacna – FBC Melgar 2:0 Masakatsu Sawa 70, Johan Javier Fano 91                                                                                   |
| 1 października 2006 | Sport Boys Callao – José Gálvez Chimbote 1:1 Milton Marquillo 59 – Sergio Ibarra 41                                                                                |
| 1 października 2006 | Sport Áncash Huaraz – Universidad San Martín Lima 1:1 Antonio Meza Cuadra 54 – Mario Evaristo Leguizamón 92                                                        |

### Clausura 13
| Data                 | Mecz |
| -------------------- | --- |
| 14 października 2006 | Universitario Lima – Coronel Bolognesi Tacna 1:2 Piero Alva 91 – Johan Javier Fano 61, Lucio Darío Cereseto 80                             |
| 15 października 2006 | Unión Huaral – Cienciano Cuzco 1:1 César Charún 73 – Miguel Mostto 54                                                                      |
| 15 października 2006 | FBC Melgar – Club Sporting Cristal 2:1 Pedro Antonio Aparicio 16, Charly Vicente 73 – Federico Arias 63                                    |
| 15 października 2006 | José Gálvez Chimbote – Alianza Lima 0:0 |
| 15 października 2006 | Universidad San Martín Lima – Sport Boys Callao 2:1 Luis Omar Valencia 11, Sergio Leal 63 – José Herrera 33                                |
| 16 października 2006 | Alianza Atlético Sullana – Sport Áncash Huaraz 4:2 Pedro Luís Ascoy, Frank Rojas (2), Saulo Aponte – Antonio Meza Cuadra, Natalio Portillo |

### Clausura 14
| Data                 | Mecz |
| -------------------- | --- |
| 21 października 2006 | Coronel Bolognesi Tacna – Unión Huaral 1:0 Luís Alberto Ramírez 41                                         |
| 21 października 2006 | Alianza Lima – FBC Melgar 1:0 Roberto Silva 12                                                             |
| 21 października 2006 | Sport Boys Callao – Alianza Atlético Sullana 2:0 Christian Guevara 46, José Herrera 68                     |
| 22 października 2006 | José Gálvez Chimbote – Universidad San Martín Lima 0:0                                                     |
| 22 października 2006 | Club Sporting Cristal – Cienciano Cuzco 1:0 Jorge Antonio Soto 34                                          |
| 22 października 2006 | Sport Áncash Huaraz – Universitario Lima 3:0 Paulo César Zabarbulo 35, Pablo Villar 48, Renzo Benavides 68 |

### Clausura 15
| Data                 | Mecz |
| -------------------- | --- |
| 28 października 2006 | FBC Melgar – Sport Boys Callao 4:1 Cristián Zúñiga 10, 31, Vanderlei Freitas 35, Charly Vicente 80 – José Herrera 2                                        |
| 28 października 2006 | Cienciano Cuzco – Coronel Bolognesi Tacna 3:1 Édison Chará 12, 30, José Carlos Fernández 59 – Luis Daniel Hernández 76k                                    |
| 29 października 2006 | Universitario Lima – Club Sporting Cristal 0:0 |
| 29 października 2006 | Universidad San Martín Lima – Alianza Lima 0:1 Flavio Maestri 35k                                                                                          |
| 29 października 2006 | Alianza Atlético Sullana – José Gálvez Chimbote 3:3 Sidney Faiffer 40, 84, Luis Eduardo Mayme 21s – Ángelo Cruzado 30, 45+2, Sebastián Néstor Domínguez 92 |
| 29 października 2006 | Unión Huaral – Sport Áncash Huaraz 3:1 José Sosa 78, Jaime La Torre 83, Paulo Ramos 35s – Renzo Benavides 71                                               |

### Clausura 16
| Data                 | Mecz |
| -------------------- | --- |
| 29 października 2006 | José Gálvez Chimbote – FBC Melgar 0:0                                                                                        |
| 29 października 2006 | Sport Áncash Huaraz – Cienciano Cuzco 1:3 Miguel Mostto 2 – Carlos Lugo 30k, Ismael Regalado 52s, Franco Giovanny Mendoza 64 |
| 29 października 2006 | Universidad San Martín Lima – Alianza Atlético Sullana 2:1 Sergio Leal 10, Hernán Rengifo 34k – Matías Manzano 45            |
| 29 października 2006 | Coronel Bolognesi Tacna – Club Sporting Cristal 0:1 Luis Alberto Bonnet 76                                                   |
| 29 października 2006 | Alianza Lima – Unión Huaral 2:1 Martín Ligüera 3, 73 – Johan Sotil 42                                                        |
| 29 października 2006 | Sport Boys Callao – Universitario Lima 0:0                                                                                   |

### Clausura 17
| Data             | Mecz |
| ---------------- | --- |
| 4 listopada 2006 | Club Sporting Cristal – Sport Áncash Huaraz 3:0 Luis Alberto Bonnet 8, 56, Federico Arias 76                                                          |
| 4 listopada 2006 | Alianza Atlético Sullana – Coronel Bolognesi Tacna 4:2 Saulo Aponte 7, Javier Soria 42, 72 Martín Tenemás 56 – Víctor Rossel 64, Johan Javier Fano 76 |
| 5 listopada 2006 | Unión Huaral – José Gálvez Chimbote 2:1 Jaime La Torre 15, Sandro Gamarra 30 – Sergio Ibarra 85                                                       |
| 5 listopada 2006 | Cienciano Cuzco – Sport Boys Callao 1:0 Miguel Mostto 35                                                                                              |
| 5 listopada 2006 | FBC Melgar – Universidad San Martín Lima 2:0 Cristián Zúñiga 62, Gerardo Gárate 82                                                                    |
| 5 listopada 2006 | Universitario Lima – Alianza Lima 3:2 Piero Alva 9, 27, Gregorio Bernales 41 – Rodrigo Antonio Pérez 44, Rinaldo Cruzado 58                           |

### Clausura 18
| Data              | Mecz |
| ----------------- | --- |
| 11 listopada 2006 | Alianza Lima – Cienciano Cuzco 1:2 Ernesto Arakaki 42 – Miguel Mostto 35, 92                                 |
| 11 listopada 2006 | Universidad San Martín Lima – Unión Huaral 0:1 José Sosa 6                                                   |
| 11 listopada 2006 | Alianza Atlético Sullana – FBC Melgar 0:0                                                                    |
| 12 listopada 2006 | José Gálvez Chimbote – Universitario Lima 1:3 Sergio Ibarra 10 – Donny Neyra 22, Piero Alva 37, Jesús Rey 90 |
| 12 listopada 2006 | Sport Boys Callao – Club Sporting Cristal 0:1 Carlos Lobatón 69                                              |
| 12 listopada 2006 | Sport Áncash Huaraz – Coronel Bolognesi Tacna 0:1 Masakatsu Sawa 89                                          |

### Clausura 19
| Data              | Mecz |
| ----------------- | --- |
| 25 listopada 2006 | Coronel Bolognesi Tacna – Sport Boys Callao 3:0 Junior Ross 23, Jair Céspedes 69s, Víctor Rossel 90              |
| 25 listopada 2006 | FBC Melgar – Sport Áncash Huaraz 1:1 Pedro Antonio Aparicio 93 – Óscar Vílchez 59                                |
| 26 listopada 2006 | Universitario Lima – Universidad San Martín Lima 3:0 Alex Segundo Magallanes 39, Mayer Candelo 86, Piero Alva 93 |
| 26 listopada 2006 | Club Sporting Cristal – Alianza Lima 0:1 Flavio Maestri 60                                                       |
| 26 listopada 2006 | Unión Huaral – Alianza Atlético Sullana 1:2 César Charún 29 – Pedro Luís Ascoy 19, Renzo Sheput 67               |
| 26 listopada 2006 | Cienciano Cuzco – José Gálvez Chimbote 1:0 Carlos Lugo 38k                                                       |

### Clausura 20
| Data           | Mecz |
| -------------- | --- |
| 2 grudnia 2006 | Alianza Lima – Coronel Bolognesi Tacna 0:0                                                                                                  |
| 2 grudnia 2006 | Universidad San Martín Lima – Cienciano Cuzco 4:1 Pedro García 38, 65, Fernando del Solar 43, Óscar Eduardo Villareal 62 – Carlos Lugo 34   |
| 2 grudnia 2006 | Sport Boys Callao – Sport Áncash Huaraz 3:2 Ezequiel Andreoli 39, Jair Céspedes 33, José Herrera 48 – Óscar Vílchez 27, Natalio Portillo 62 |
| 3 grudnia 2006 | Alianza Atlético Sullana – Universitario Lima 0:0 mecz w Piura                                                                              |
| 3 grudnia 2006 | FBC Melgar – Unión Huaral 2:1 Orlando Contreras 15s, Charly Vicente 87 – Ronald Quinteros 55                                                |
| 3 grudnia 2006 | José Gálvez Chimbote – Club Sporting Cristal 1:0 Sergio Ibarra 82                                                                           |

### Clausura 21
| Data           | Mecz |
| -------------- | --- |
| 3 grudnia 2006 | Universitario Lima – FBC Melgar 2:1 Piero Alva 16, 83k – Cristián Zúñiga 51k                                           |
| 3 grudnia 2006 | Sport Áncash Huaraz – Alianza Lima 1:0 Jean Tragodara 67                                                               |
| 3 grudnia 2006 | Sport Boys Callao – Unión Huaral 4:1 Daniel Maldonado 20, José Herrera 25, 88k, Michael Guevara 29 – César Charún 56k  |
| 3 grudnia 2006 | Coronel Bolognesi Tacna – José Gálvez Chimbote 2:1 Masakatsu Sawa 2, 85 – Federico Martorell 75s                       |
| 3 grudnia 2006 | Cienciano Cuzco – Alianza Atlético Sullana 4:1 Édison Chará 61, 64, Ramón Rodríguez del Solar 83, 90 – Renzo Sheput 83 |
| 3 grudnia 2006 | Club Sporting Cristal – Universidad San Martín Lima 0:2 Pedro García 15, Mauricio Montes 34                            |

### Clausura 22
| Data            | Mecz |
| --------------- | --- |
| 16 grudnia 2006 | Alianza Atlético Sullana – Club Sporting Cristal 0:0 |
| 17 grudnia 2006 | Unión Huaral – Universitario Lima 0:1 Mauricio Mendoza 51 |
| 17 grudnia 2006 | Alianza Lima – Sport Boys Callao 1:2 Martín Ligüera 74 – José Herrera 39, Michael Guevara 59                                                                        |
| 17 grudnia 2006 | FBC Melgar – Cienciano Cuzco 1:2 Hilden Salas 15 – Miguel Villalta 36, Miguel Mostto 83                                                                             |
| 17 grudnia 2006 | José Gálvez Chimbote – Sport Áncash Huaraz 4:3 Sergio Ibarra 53, 79, Sebastián Néstor Domínguez 81, Ángelo Cruzado 85 – Renzo Benavides 17, 81, Natalio Portillo 39 |
| 17 grudnia 2006 | Universidad San Martín Lima – Coronel Bolognesi Tacna 2:0 Óscar Eduardo Villareal 43, Jorge Enrique Reyes 45                                                        |

### Tabela końcowa turnieju Clausura 2006
| Poz | Klub                        | Mecze | Zw | Rem | Por | Pkt | BrZd | BrStr |
| --- | --------------------------- | ----- | -- | --- | --- | --- | ---- | ----- |
| 1   | Cienciano Cuzco             | 22    | 13 | 2   | 7   | 41  | 40   | 31    |
| 2   | Universitario Lima          | 22    | 12 | 5   | 5   | 41  | 34   | 24    |
| 3   | Coronel Bolognesi Tacna     | 22    | 12 | 3   | 7   | 39  | 32   | 20    |
| 4   | Alianza Lima                | 22    | 11 | 5   | 6   | 38  | 27   | 17    |
| 5   | Universidad San Martín Lima | 22    | 10 | 4   | 8   | 34  | 24   | 21    |
| 6   | Club Sporting Cristal       | 22    | 9  | 4   | 9   | 31  | 24   | 15    |
| 7   | FBC Melgar                  | 22    | 8  | 7   | 7   | 31  | 23   | 22    |
| 8   | Sport Boys Callao           | 22    | 9  | 4   | 9   | 31  | 26   | 28    |
| 9   | José Gálvez Chimbote        | 22    | 6  | 6   | 10  | 24  | 24   | 29    |
| 10  | Sport Áncash Huaraz         | 22    | 6  | 5   | 11  | 23  | 26   | 39    |
| 11  | Alianza Atlético Sullana    | 22    | 5  | 6   | 11  | 21  | 29   | 40    |
| 12  | Unión Huaral                | 22    | 4  | 3   | 15  | 15  | 15   | 38    |

Wobec równej liczby punktów dwóch najlepszych klubów o zwycięstwie w turnieju Clausura zadecydował mecz barażowy.
| Data            | Mecz |
| --------------- | --- |
| 20 grudnia 2006 | Universitario Lima – Cienciano Cuzco 1:2(0:0) 0:1 Édison Chará 71, 1:1 Piero Alva 75k, 1:2 Juan Carlos Mariño 88 mecz rozegrany został na stadionie Estadio Mansiche w Trujillo |

Zwycięzcą turnieju Clausura został klub Cienciano Cuzco.

### Klasyfikacja strzelców bramek Clausura 2006
| Gole | Piłkarz             | Klub                     |
| ---- | ------------------- | ------------------------ |
| 17   | Miguel Mostto       | Cienciano Cuzco          |
| 14   | Piero Alva          | Universitario Lima       |
| 12   | Sergio Ibarra       | José Gálvez Chimbote     |
| 12   | José Herrera        | Sport Boys Callao        |
| 8    | Renzo Benavides     | Sport Áncash Huaraz      |
| 8    | Édison Chará        | Cienciano Cuzco          |
| 7    | Carlos Lugo         | Cienciano Cuzco          |
| 7    | Luis Alberto Bonnet | Club Sporting Cristal    |
| 7    | Cristián Zúñiga     | FBC Melgar               |
| 6    | Masakatsu Sawa      | Coronel Bolognesi Tacna  |
| 6    | Pedro Luís Ascoy    | Alianza Atlético Sullana |

## Tabela sumaryczna sezonu 2006
| Poz | Klub                        | Mecze | Zw | Rem | Por | Pkt | BrZd | BrStr |
| --- | --------------------------- | ----- | -- | --- | --- | --- | ---- | ----- |
| 1   | Alianza Lima                | 44    | 24 | 12  | 8   | 84  | 60   | 30    |
| 2   | Club Sporting Cristal       | 44    | 22 | 10  | 12  | 76  | 61   | 32    |
| 3   | Cienciano Cuzco             | 44    | 22 | 8   | 14  | 74  | 66   | 48    |
| 4   | Coronel Bolognesi Tacna     | 44    | 21 | 10  | 13  | 73  | 64   | 44    |
| 5   | Universitario Lima          | 44    | 20 | 12  | 12  | 72  | 64   | 46    |
| 6   | Universidad San Martín Lima | 44    | 19 | 10  | 15  | 67  | 54   | 51    |
| 7   | FBC Melgar                  | 44    | 13 | 14  | 17  | 53  | 43   | 54    |
| 8   | Alianza Atlético Sullana    | 44    | 13 | 11  | 20  | 50  | 55   | 75    |
| 9   | Sport Áncash Huaraz         | 44    | 12 | 12  | 20  | 48  | 50   | 70    |
| 10  | Sport Boys Callao           | 44    | 12 | 10  | 22  | 46  | 43   | 62    |
| 11  | José Gálvez Chimbote        | 44    | 12 | 10  | 22  | 46  | 44   | 59    |
| 12  | Unión Huaral                | 44    | 10 | 9   | 25  | 39  | 35   | 68    |

Do II ligi spadły dwa ostatnie kluby w tabeli sumarycznej. W tym sezonie drużyny, które zajęły 10. i 11. miejsce zdobyły tyle samo punktów. Konieczne więc okazało się rozegranie meczu barażowego, decydującego o tym, który klub zajmie miejsce przedostatnie i spadnie do II ligi.
| Data            | Mecz |
| --------------- | --- |
| 20 grudnia 2006 | José Gálvez Chimbote – Sport Boys Callao 0:0 (dog), karne 4:5 mecz rozegrany został na Estadio Villanueva w mieście La Victoria Klub José Gálvez protestował przeciw zmuszaniu go do tego barażu, powołując się na decyzję władz piłkarskich z 7 grudnia, które odebrały klubowi Sport Boys 3 punkty za niewypłacenie zaległych poborów trenerowi Franco Navarro. Spowodowało to, że rywale mieli teraz 43 punkty – więc baraż wydawał się zbędny. Jednak zanim decyzja się uprawomocniła Sport Boys zapłacił 18 grudnia trenerowi Navarro wszystkie zaległości. |

Przedostatnie miejsce w tabeli ostatecznie zajął klub José Gálvez Chimbote.
Do drugiej ligi spady dwa ostatnie w tabeli kluby – José Gálvez Chimbote i Unión Huaral. Na ich miejsce awansowały dwa najlepsze kluby drugoligowe – Municipal Lima i Total Clean Arequipa.

## Campeonato Peruano 2006
Według regulaminu o mistrzostwo kraju walczą zwycięzcy turniejów Apertura i Clausura. Gdyby ten sam klub zwyciężył w obu tych turniejach, automatycznie zostałby mistrzem Peru. By dany klub mógł walczyć o mistrzostwo kraju, nie tylko musi wygrać jeden z dwóch turniejów (Apertura lub Clausura), ale jednocześnie musi zmieścić się w najlepszej szóstce drugiego turnieju. Jeśli jeden ze zwycięzców nie zmieści się w najlepszej szóstce drugiego turnieju, to meczu o mistrzostwo nie będzie, a mistrzem Peru będzie drużyna, która wygrała jeden z turniejów (Apertura lub Clausura) i w drugim znalazła się w pierwszej szóstce. W przypadku, gdy obaj zwycięzcy turniejów nie uplasują się w czołowej szóstce „przegranych turniejów”, to mistrzem Peru zostanie najlepszy klub w tabeli sumarycznej sezonu.
O mistrzostwo Peru zmierzył się zwycięzca turnieju Apertura (Alianza Lima – w Clausura 4. miejsce) ze zwycięzcą turnieju Clausura (Cienciano Cuzco – w Apertura 4. miejsce).
| Data            | Mecz |
| --------------- | --- |
| 23 grudnia 2006 | Cienciano Cuzco – Alianza Lima 1:0(1:0) 1:0 Miguel Mostto 37                                                                          |
| 27 grudnia 2006 | Alianza Lima – Cienciano Cuzco 3:1(2:0) 1:0 Ernesto Arakaki 22, 2:0 Carlos Lugo 36s, 2:1 Juan Carlos Mariño 49, 3:1 Flavio Maestri 52 |

Mistrzem Peru w 2006 roku został klub Alianza Lima, natomiast wicemistrzem Peru – klub Cienciano Cuzco.